# Agora (álbum de NX Zero)
Agora é o terceiro álbum de estúdio da banda de rock brasileira NX Zero, lançado em 7 de julho de 2008 pela Arsenal e Universal Music. 
Considerado o álbum mais comercial do grupo, este trabalho gerou singles como "Cedo ou Tarde", "Daqui pra Frente", "Bem ou Mal" e "Cartas pra Você". Foi vencedor do Grammy Latino de Melhor Álbum de Rock Brasileiro em 2009, empatado com o álbum Sacos Plásticos, dos Titãs.
O álbum traz 15 faixas e uma versão de "Apenas Mais Uma de Amor", de Lulu Santos. O destaque do álbum é a canção "Cedo ou Tarde", primeiro single do álbum, que estreou nas rádios em 25 de maio de 2008.
O álbum marca uma radical mudança de estilo musical do grupo, passando de um estilo de hardcore melódico para um pop rock mais comercial produzido por Rick Bonadio. Além disso, contou com umas inovações como a adição de uma orquestra à canção "Cedo ou Tarde", e a participação do rapper Túlio Dek nas canções "Bem ou Mal" e "Além das Palavras".
No mesmo ano do lançamento do álbum, a canção "Daqui pra Frente" substituiu a canção "Paraíso Proibido", da banda Strike, na abertura da 15ª temporada de Malhação, da Rede Globo, pelo fato da canção coincidir com a trama adolescente. A canção "Cartas pra Você" também foi incluída na trilha sonora da mesma temporada, e "Bem ou Mal" apareceu como o tema de abertura da 16ª temporada no início de 2009.

## Performances e shows
A banda saiu em turnê desde o lançamento do álbum e a encerrou em São Paulo, em março de 2009.
A banda também fez muitas performances em programas de TV para divulgar o álbum, tocando "Cedo ou Tarde" e "Pela Última Vez".
Em 22 de março de 2009, a banda participou do programa Acesso MTV, da MTV Brasil, cantando cinco músicas.
No programa, a banda comentou sobre a acusação de plágio que a banda Taking Back Sunday fez sobre a música "Daqui pra Frente", dizendo que foi apenas uma coincidência e que eles vão conversar com a banda americana e convidá-los a tocar com eles.

## Faixas
Todas as faixas escritas e compostas por Di Ferrero e Gee Rocha, exceto onde indicado. 
| N.º            | Título                                | Compositor(es)                       | Duração |  |
| 1.             | "Cedo ou Tarde"                       |                                      | 3:13    |  |
| 2.             | "Daqui pra Frente"                    |                                      | 3:07    |  |
| 3.             | "Entre Nós Dois"                      |                                      | 3:25    |  |
| 4.             | "Bem ou Mal" (part. Túlio Dek)        | Di, Gee, Túlio Dek                   | 3:10    |  |
| 5.             | "Além das Palavras" (part. Túlio Dek) | Di, Gee, Fi, Caco, Daniel, Túlio Dek | 1:29    |  |
| 6.             | "Silêncio"                            | Lucas Silveira, Esteban Tavares      | 3:56    |  |
| 7.             | "Segunda Chance"                      | Di, Gee, Fi                          | 2:54    |  |
| 8.             | "Cartas pra Você"                     |                                      | 3:24    |  |
| 9.             | "Tudo Bem"                            |                                      | 2:47    |  |
| 10.            | "Nunca Mais"                          |                                      | 3:18    |  |
| 11.            | "A Melhor Parte de Mim"               |                                      | 3:18    |  |
| 12.            | "Inimigo Invisível"                   |                                      | 2:17    |  |
| 13.            | "O Destino"                           |                                      | 3:45    |  |
| 14.            | "Diferenças"                          | Gee, Fi, Caco                        | 3:26    |  |
| 15.            | "Apenas Mais Uma de Amor"             | Lulu Santos                          | 3:41    |  |
| Duração total: | Duração total:                        | Duração total:                       | 47:00   |  |

## Ficha técnica
NX Zero
- Di Ferrero: vocal
- Gee Rocha: guitarra, violão, piano (faixas 5 e 13) e vocal de apoio
- Fi Ricardo: guitarra
- Caco Grandino: baixo
- Daniel Weksler: bateria e percussão

Músicos convidados
- Rick Bonadio: piano, órgão Hammond e teclado (faixas 1, 3, 6, 8, 9, 11 e 15)
- Eric Silver: bandolim (faixa 1), viola e violino (faixas 1 e 8)
- Túlio Dek: voz (faixas 4 e 5)
- Aline Wirley e Karin Hils: coro (faixa 8)
- Paulo Anhaia: coro e voz (faixas 9 e 14)

Produção
- Rick Bonadio: produção, mixagem, direção artística e vocal
- Rodrigo Castanho: produção e masterização
- Paulo Anhaia: gravação, edição digital e direção vocal
- Giu Daga: gravação
- Eric Silver: gravação de cordas
- Nilton Baloni: assistente de mixagem
- Cassiane Zwaretch: fonoaudióloga
- Rodrigo Machado: assistente de A&R
- Thiago Endrigo: clearance e gerência de A&R
- Helio Leite e Tiane Allan: gerentes de produção

Arte
- Anselmo Gomes: arte final
- Gee Rocha: direção de arte
- César Ovalle e Venâncio V. Filho: fotos